# Frank Pingel
Frank Pingel (født 9. maj 1964) er en dansk tidligere fodboldspiller, der bl.a. spillede for AGF, Newcastle United og Brøndby IF og Bursaspor.
Han opnåede 11 landskampe og scorede 5 mål. I 2000 var han kortvarigt cheftræner for Aarhus Fremad. Hans søn, Sebastian Pingel, er også fodboldspiller. Og senere, efter Sebastian er blevet født, får han tvillingerne Alberte og Valdemar med Marie Zeidler Pingel.

## Klubber som spiller
- 1984-1988: AGF
- 1988-1989: Newcastle United
- 1989-1991: Brøndby IF
- 1991-1992: 1860 München
- 1992-1993: Brøndby IF
- 1993-1994: Bursaspor
- 1994-1995: Fenerbahçe SK
- 1995: Lille OSC